# Diedrich Meier (Politiker, 1899)
Diedrich Meier (* 6. Januar 1899 in Bremen; † 25. April 1972 in Bremerhaven) war ein deutscher Politiker (SPD), Mitglied der Bremischen Bürgerschaft und Ortsamtsleiter in Bremen-Hemelingen. 

## Biografie
Meier ist im Ortsteil Bremen-Hastedt geboren und aufgewachsen. Er war als Angestellter tätig und war ab 1919 politisch und gewerkschaftlich aktiv. Nach 1945 war er Vorsitzender der Angestelltenkammer Bremen und Mitglied sowie Vorsitzender des Betriebsrates des Norddeutschen Lloyd.
Er wurde Mitglied der SPD und war von 1951 bis 1963 Mitglied der 3., 4.  und 5. Bremischen Bürgerschaft sowie Mitglied verschiedener Deputationen, u. a. für Häfen, Schifffahrt und Verkehr sowie für Außenhandel und für Wirtschaft.
Von 1954 bis 1964 war Meier Leiter des Ortsamtes Bremen-Hemelingen als Nachfolger von Hermann Osterloh (SPD). In diesem Amt folgte ihm Hermann Funk (SPD). Er war danach Mitglied und zeitweise Sprecher des Ortsbeirates. Hemelingen hatte damals fast 40.000 Einwohner.
Meier war verheiratet und hatte drei Kinder.